# Аниматизм
Аниматизм (от лат. animatus — одушевлённый) — вера в безличную одушевлённость природы или отдельных её частей. Данное течение характерно для верований первобытного человека. Время возникновения аниматизма не установлено. Считается более ранней формой религии, нежели анимизм, существует также идея об их сосуществовании.
Термин введён английским учёным Р. Мареттом в 1900 году.